# Flectonotus
Flectonotus é um gênero de anfíbios da família Hemiphractidae. O gênero possui duas espécies descritas que estão distribuídas numa área geográfica disjunta: Andes da Colômbia e Venezuela; e Trinidad e Tobago.
As seguintes espécies são reconhecidas:
- Flectonotus fitzgeraldi (Parker, 1934)
- Flectonotus pygmaeus (Boettger, 1893)